# Nellikuppam
Nellikuppam é uma cidade e um município no distrito de Cuddalore, no estado indiano de Tamil Nadu.

## Demografia
Segundo o censo de 2001,  Nellikuppam  tinha uma população de 44,191 habitantes. Os indivíduos do sexo masculino constituem 50% da população e os do sexo feminino 50%. Nellikuppam tem uma taxa de literacia de 69%,which is higher than the national average of 59.5%: a literacia no sexo masculino é de 76% e no sexo feminino é de 61%. Em Nellikuppam, 11% da população está abaixo dos 6 anos de idade.